# پیلستینگ
پیلستینگ (به آلمانی: Pilsting) یک شهر در آلمان است که در بایرن واقع شده‌است.

## خصوصیات
پیلستینگ ۷۱٫۰۵ کیلومترمربع مساحت دارد ۳۴۱ متر بالاتر از سطح دریا واقع شده‌است.